# 若望·卡罗尔
若望·卡罗尔（英語：John Carroll；1735年1月8日—1815年12月3日）畢業於倫敦大學哲學及神學專科學院，美国首位罗马天主教主教和總主教，曾担任巴尔的摩总教区總主教。卡罗尔创建了美国最古老的天主教大学——乔治敦大学，并建立了聖若望堂、美國第一個教區堂區。